# Rosen-Herbst-Krokus
Der Rosen-Herbst-Krokus (Crocus pulchellus) ist eine Pflanzenart aus der Gattung der Krokusse (Crocus).

## Merkmale
Der Rosen-Herbst-Krokus ist ein ausdauernder Knollen-Geophyt, der Wuchshöhen von 4 bis 9 Zentimeter erreicht. Die Knolle weist deutliche Querringe auf. Die Knollenhülle ist dünn häutig und glatt. Die meist 4, selten 3 oder 5 Blätter sind 4 bis 5 Millimeter breit und entwickeln sich erst nach der Blütezeit. Die Perigonzipfel messen 18 bis 50 × 8 bis 20 Millimeter und sind lavendelfarben mit dunkler Aderung. Die Staubblätter haben weiße Antheren (Unterschied mit Crocus speciosus). Die Staubfäden sind dicht behaart.
Die Blütezeit reicht von September bis November.
Die Chromosomenzahl beträgt 2n = 12.

## Vorkommen
Der Rosen-Herbst-Krokus kommt in der Nordwest-Türkei und auf der südlichen Balkanhalbinsel vor. Die Art wächst in lockeren Kiefern- und Eichenwäldern auf feuchten Rasen in Höhenlagen von 800 bis 1800 (selten ab 0) Meter.

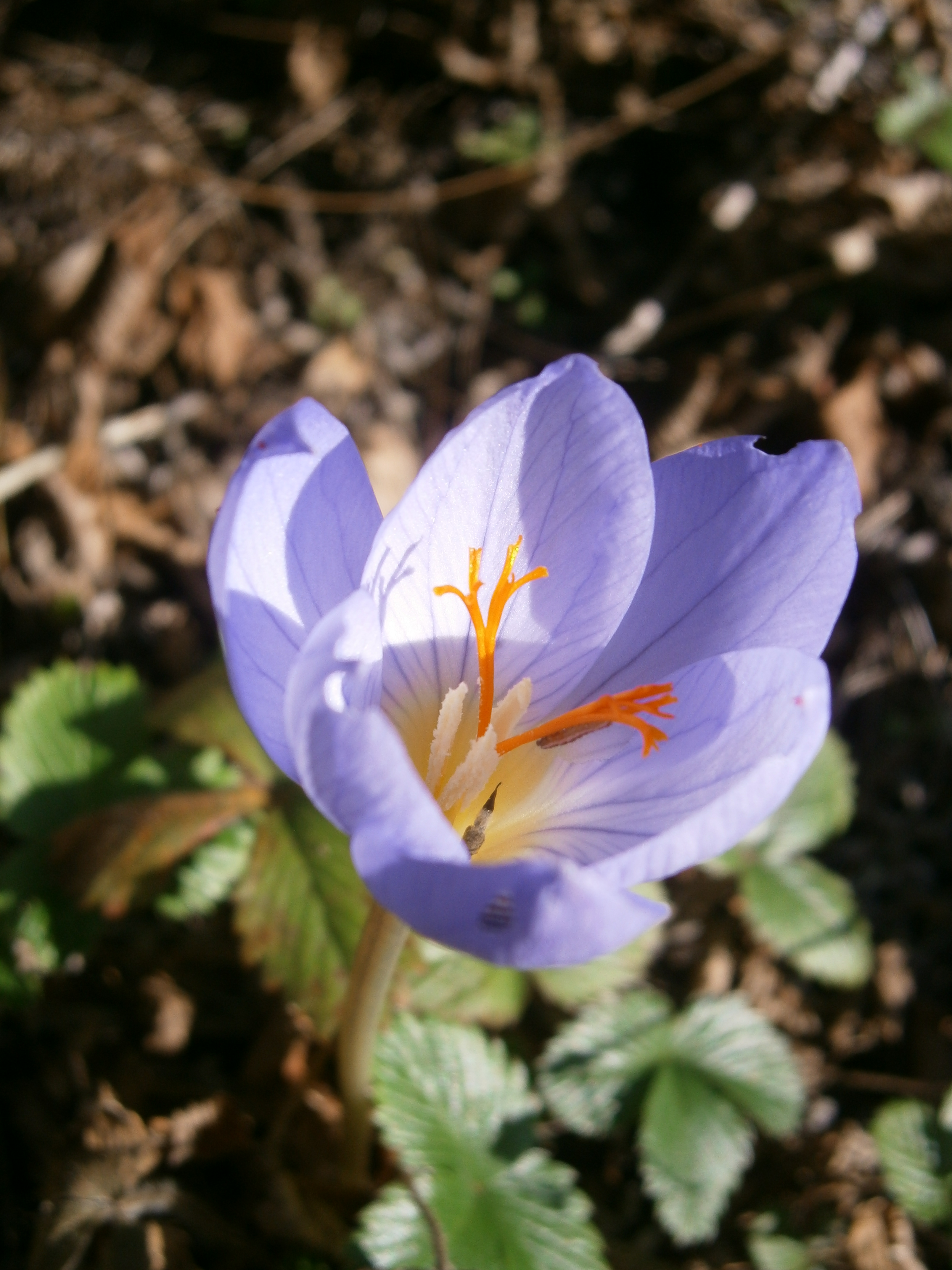
Innenseite der Blüte
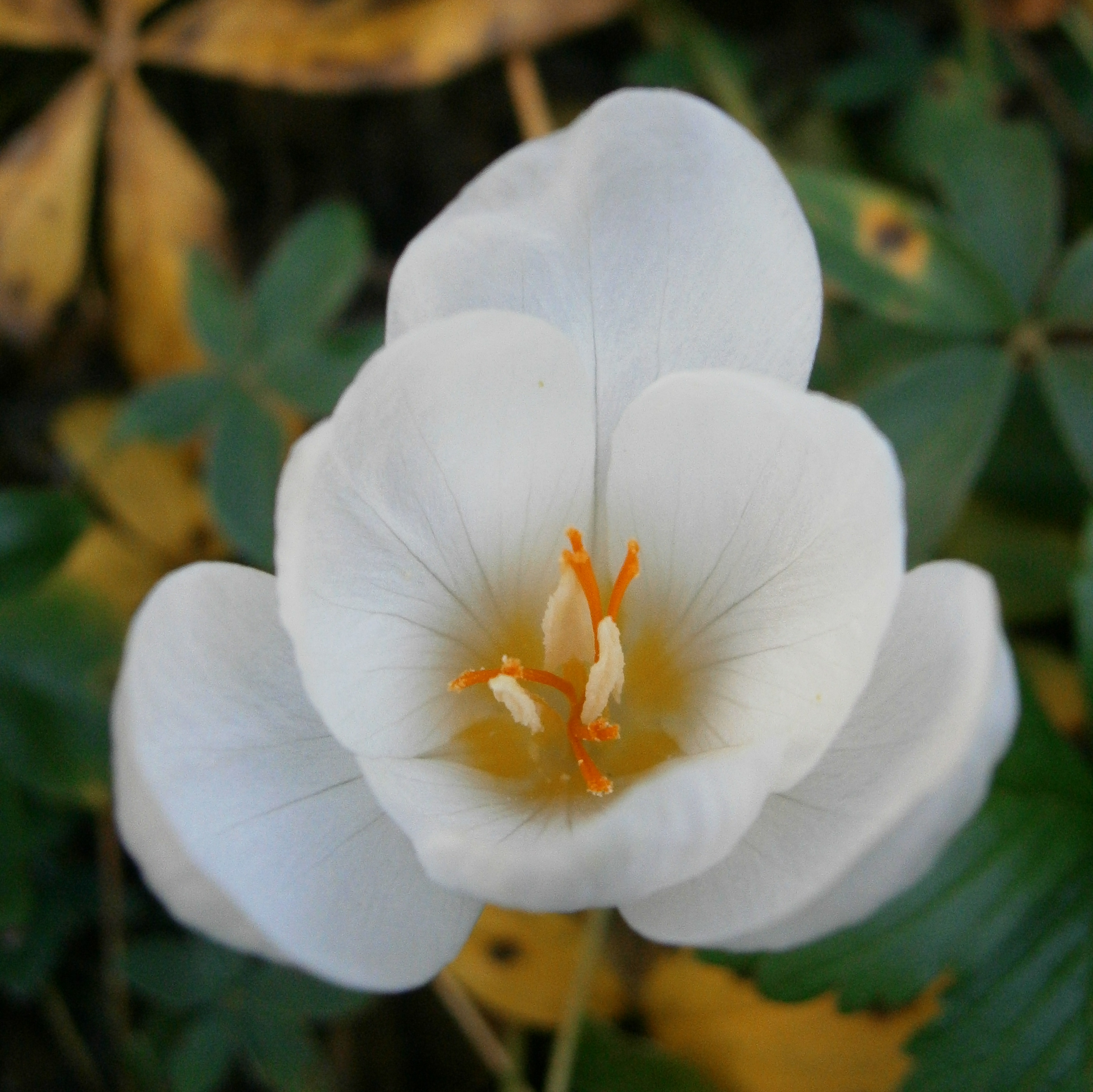
Crocus pulchellus 'Zephyr'
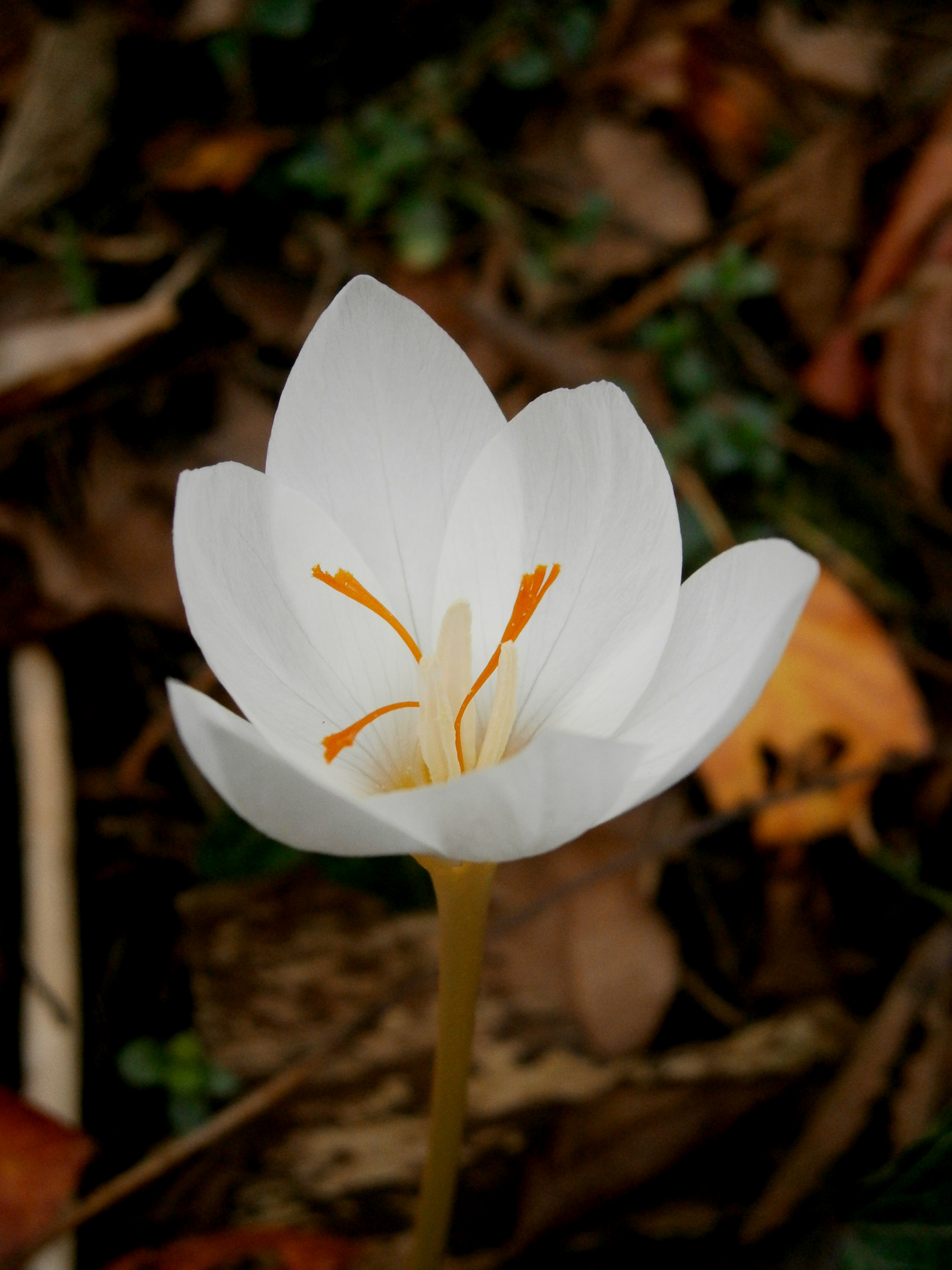
Crocus pulchellus 'Albus'

## Nutzung
Der Rosen-Herbst-Krokus wird vermutlich zerstreut als Zierpflanze für Steingärten, Rasen und Rabatten genutzt. Die Art ist seit ungefähr 1843 in Kultur.
'Zephyr' ist eine Sorte mit perlmutterachtigen Blumen. 'Albus' ist eine Sorte mit weißen Blumen.